# Dilar nietneri
Dilar nietneri är en insektsart som beskrevs av Hagen 1858. Dilar nietneri ingår i släktet Dilar och familjen Dilaridae. Inga underarter finns listade i Catalogue of Life.